# Дудяк Богдан Михайлович
Богдан Михайлович Дудяк (нар. 3 грудня 1954, с. Переходи, Україна) — український архітектор, громадський діяч. Член Національної спілки архітекторів України (2003). Чоловік Ярослави та батько Віктора Дудяків.

## Життєпис
Закінчив Львівський будівельний технікум (1978), Київський художній інститут (1986, нині академія образотворчого мистецтва та архітектури).
У м. Чортків: 
- архітектор у районному відділі архітектури, проєктант групі відділу капітального будівництва, головний архітектор міста (1993—2001);
- приватний архітектор (2001—2006);
- головний архітектор Чортківського району (від 2006)
- засновник, 1-й голова товариства «Лемківщина» (1989).

## Творчість

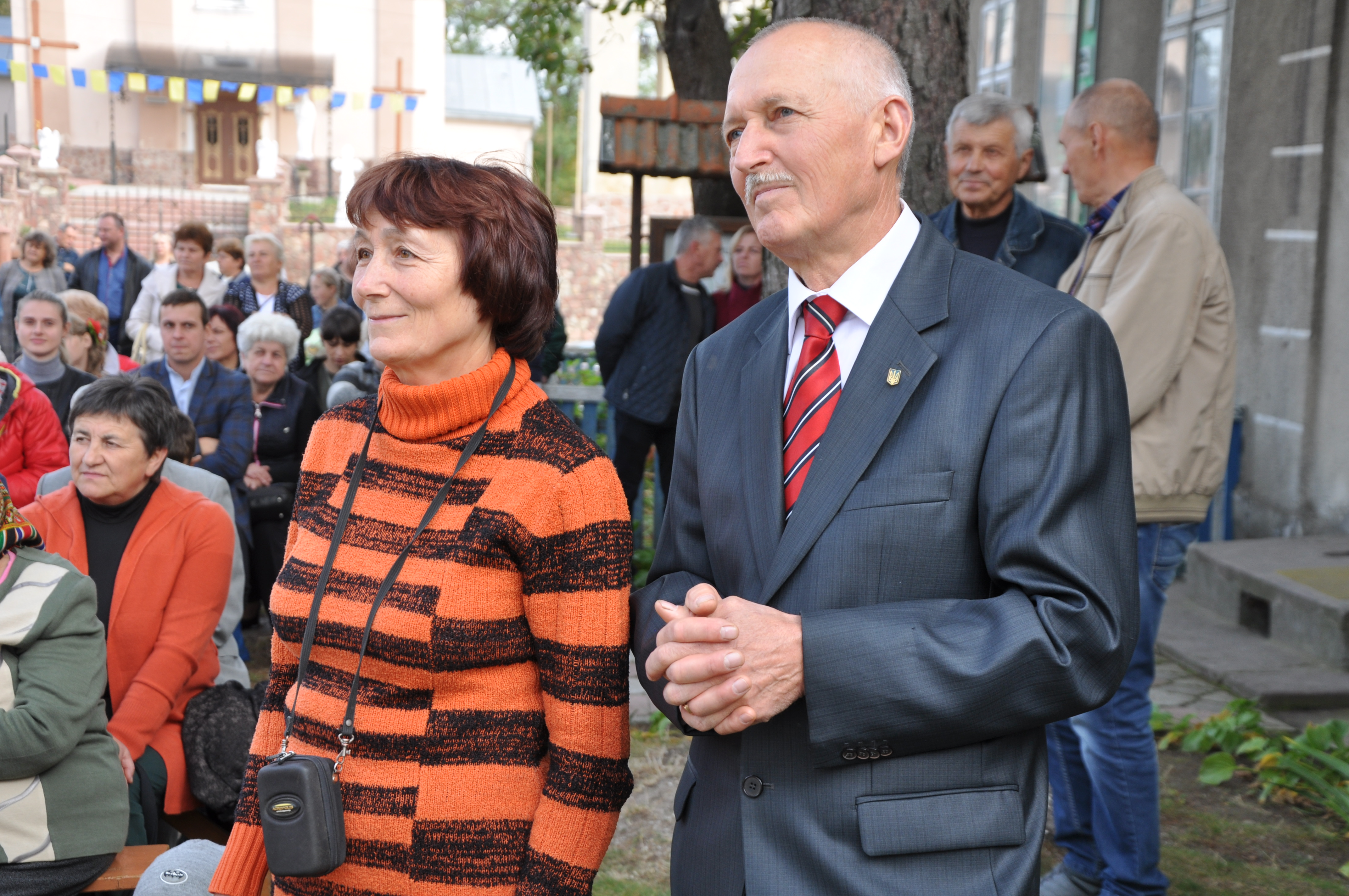
Подружжя Дудяків під час регіонального фестивалю лемківської пісні «Цне мі ся за тобом, мій лемківський краю» (2019)

Подружжя Дудяків створили і реалізували близько 500 архітектурних проєктів: 
- церкви в селах Заболотівка, Кривеньке (1989), Пастуше, смт Заводське (всі — Чортківського району); с. Гусятин (Чемеровецького району Хмельницької області);
- каплички (смт Заводське; Князя Володимира Великого в Чорткові);
- пам’ятники Петру Хамчуку й на честь скасування кріпосного права в Чорткові; розстріляним в’язням чортківської тюрми в м. Умань Черкаської області;
- ескізний проєкт пам`ятника жертвам депортації лемків в Монастириськах[2]
- співавтори, громадської будівлі та інших.

Учасники Львівської обласної художньої виставки (1978), спільної художньої виставки у Львівській картинній галереї (2006). 
Спільні персональні виставки архітектурних проєктів і художніх робіт: у Чорткові, Тернопільському обласному художньому музеї (понад 60 робіт; обидві — 2005), Чортківському краєзнавчому музеї (2006).